# Atjekjaure
Atjekjaure är en sjö i Gällivare kommun i Lappland och ingår i Råneälvens huvudavrinningsområde. Sjön är 1,5 meter djup, har en yta på 1,95 kvadratkilometer och är belägen 380,1 meter över havet. Sjön avvattnas av vattendraget Atjejoki.

## Delavrinningsområde
Atjekjaure ingår i det delavrinningsområde (741678-171422) som SMHI kallar för Utloppet av Atjekjaure. Medelhöjden är 400 meter över havet och ytan är 20,22 kvadratkilometer. Det finns inga avrinningsområden uppströms utan avrinningsområdet är högsta punkten. Atjejoki som avvattnar avrinningsområdet har biflödesordning 2, vilket innebär att vattnet flödar genom totalt 2 vattendrag innan det når havet efter 179 kilometer. Avrinningsområdet består mestadels av skog (57 procent) och sankmarker (31 procent). Avrinningsområdet har 2,55 kvadratkilometer vattenytor vilket ger det en sjöprocent på 12,6 procent.